# Port Nelson (Nouvelle-Zélande)
Ne doit pas être confondu avec Port Nelson aux Bahamas et Port Nelson au Canada.
Port Nelson, est la partie principale du port de la ville de Nelson, situé dans l’Île du Sud de la Nouvelle-Zélande.

## Situation
Port Nelson relie le nord-ouest du centre de la cité de Nelson avec le nord de la banlieue de Washington Valley (en), à l’extrémité sud de Nelson Haven.
L’entrée du port siège à l’extrémité sud-ouest de Boulder Bank (en), immédiatement à l’ouest de Port Nelson.

## Population
La population de Port Nelson était de 81 habitants lors du recensement de 2013 en Nouvelle-Zélande).
Elle était en diminution de 18 résidents par rapport au recensement de 2006.